# Cynthia Sikes

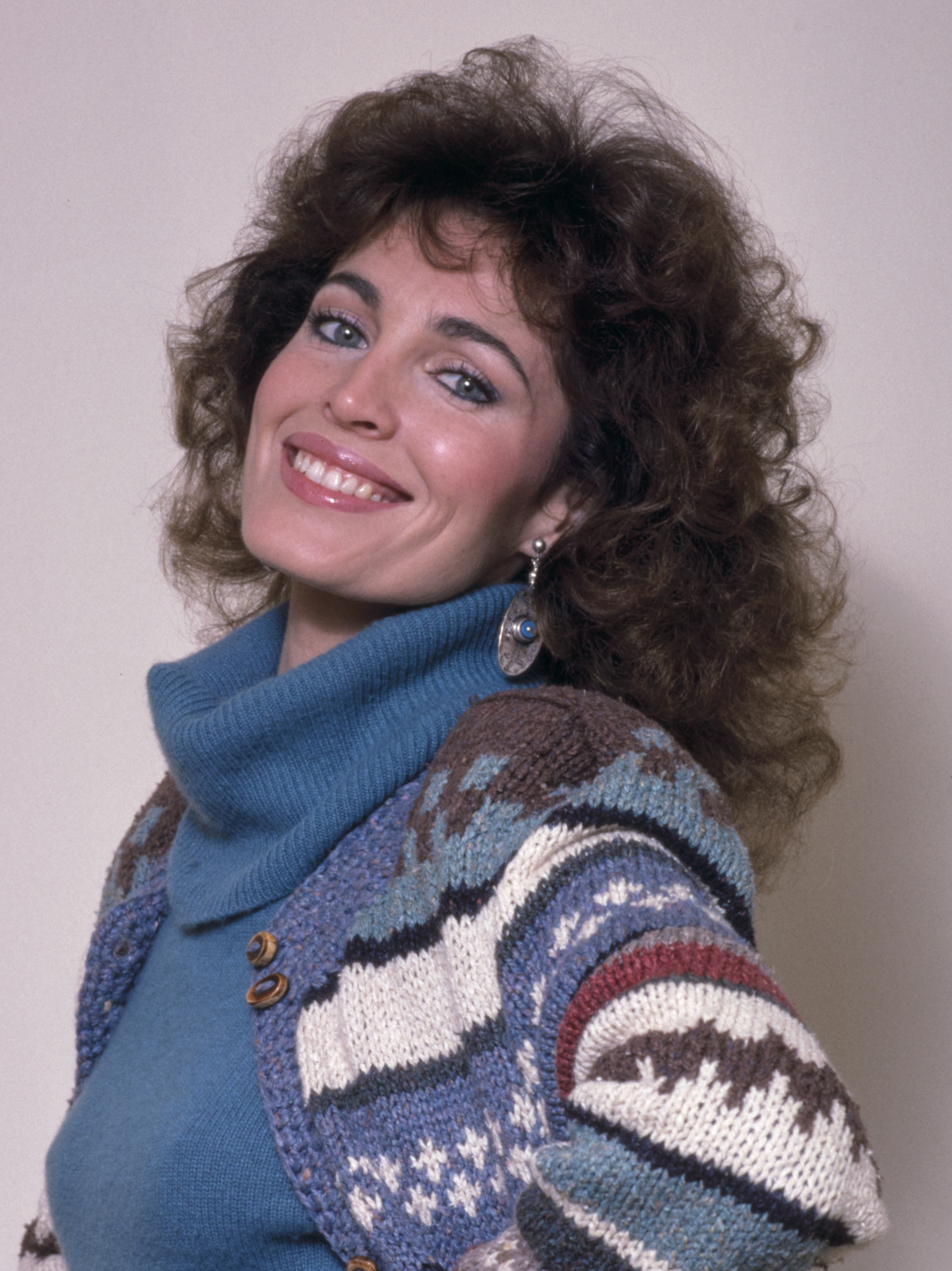
Cynthia Sikes, 1983

Cynthia Sikes (* 2. Juni 1954 in Coffeyville, Kansas), auch bekannt als Cynthia Sikes Yorkin, ist eine US-amerikanische Schauspielerin, die vor allem für ihre Arbeit an Chefarzt Dr. Westphall und Blade Runner 2049 bekannt ist.

## Leben und Karriere

### Frühe Jahre
Sikes wurde 1954 in Coffeyville, Kansas geboren. Zu Beginn ihrer Karriere nannte sie sich Cindy Lee Sikes; später dann Cynthia Sikes, bis sie Bud Yorkin heiratete und ihren Namen in Cynthia Sikes Yorkin änderte.
1972 gewann Sikes den krönenden Titel der „Miss Kansas“ und begann, die Wichita State University zu besuchen. Anschließend nahm sie an einem „Miss America“-Wettbewerb teil, wo sie den Vorentscheid im Badeanzug gewann und zu den insgesamt zehn Finalistinnen gehörte. Noch während ihres Studiums in Wichita erhielt sie eine Einladung, als Sängerin und Tänzerin mit Bob Hope’s USO Christmas Special 1972 von Vietnam nach Thailand zu Diego Garcia zu reisen, um heimwehkranke Soldaten zu unterhalten.
Nach ihrer Tournee mit Hope kehrte Sikes ans College zurück, besuchte dieses Mal die Southern Methodist University in Dallas und studierte Journalismus, bevor sie nach Kalifornien zog, um ihre Karriere als Schauspielerin zu beginnen.
1977 stand Yorkin auf der Bühne von William Balls American Conservatory Theater in San Francisco. Sie erhielt ein Stipendium und trat in vielen Produktionen auf, darunter Shakespeares Ein Wintermärchen, Dürrenmatts Der Besuch der alten Dame, Die Glasmenagerie, Ein Hut voll Regen, Gutenachtgeschichte und Eine Weihnachtsgeschichte. Schließlich gab sie ihr Broadway-Debüt als „Bäckersfrau“, eine Hauptrolle in Stephen Sondheims Musical Into the Woods.

### Schauspielkarriere
Nach ihren Broadway-Auftritten erhielt Sikes Angebote für Rollen in beliebten Fernsehsendungen und Filmen. Drei Jahre lang spielte sie Dr. Annie Cavanero in der NBC-Serie Chefarzt Dr. Westphall neben Denzel Washington und trat in Episoden von Magnum auf. Ihre nächste wiederkehrende Rolle war die der Richterin Monica Ryan in L.A. Law – Staranwälte, Tricks, Prozesse, danach produzierte Sikes den CBS-Film Vergewaltigt...! – Die Angst des Opfers und spielte darin neben Lindsay Wagner. Zu ihren weiteren Rollen zählen die Rolle der Dr. Sidney Walden in der beliebten Serie JAG – Im Auftrag der Ehre und dann in Arli$$. Sikes’ jüngste Fernsehrolle war ein vierteiliges Stück in Aquarius von NBC mit David Duchovny.
Zu ihren Spielfilmen zählen Nebenrollen in den Komödien Arthur 2 – On the Rocks mit Dudley Moore, That’s Life! So ist das Leben mit Jack Lemmon, Eine herzliche Affäre mit Jeff Daniels, Possums mit Mac Davis sowie in Going Shopping von Regisseur Henry Jaglom.

### Politisches Engagement
1999 erweiterte Sikes ihre Interessen auf öffentliche Arbeiten und engagierte sich stärker in der Regierung, nachdem sie von Präsident Bill Clinton persönlich als Mitglied des Beratungsausschusses des John F. Kennedy Center for the Performing Arts ausgewählt worden war. 2005 wurde sie vom ehemaligen Gouverneur Arnold Schwarzenegger zur kalifornischen Staatsbeauftragten für das California Service Corps ernannt und gründete außerdem ein Notfallvorsorgeprogramm für K-12-Schulen, bekannt als Team Safe-T. Sechs Jahre später wurde Sikes in den Beirat des Dekans der UCLA School of Public Health aufgenommen, um bei der Beschaffung von Mitteln für den Bau des globalen Biolabors auf dem Campus zu helfen. Sie arbeitete eng mit Cindy Horn und Dr. Linda Rosenstock, der Dekanin der UCLA School of Public Health, zusammen.

### Karriere als Produzentin
2015 begann Sikes mit der Produktion ihres ersten Spielfilms, dem von Kritikern gefeierten Blade Runner 2049, einem Projekt unter der Regie des Oscar-Nominierten Denis Villeneuve und mit den Oscar-Nominierten Ryan Gosling und Harrison Ford in den Hauptrollen. Der Film erhielt insgesamt fünf Oscar-Nominierungen, gewann für die besten visuellen Effekte und brachte Roger Deakins schließlich einen Preis für den besten Kameramann ein. Sie brachte dieses Projekt mit ihrem verstorbenen Ehemann und Produktionspartner Bud Yorkin zu Alcon Entertainment, nachdem sie 2010 die endgültigen Rechte von seinem ehemaligen Partner Jerry Perenchio erworben hatte. Sikes leitete Blade Runner 2049 von Anfang bis Ende.

### Privatleben
Cynthia Sikes war 26 Jahre lang mit dem produktiven Produzenten und Regisseur Bud Yorkin verheiratet. Die beiden lernten sich 1985 kennen. Sie heirateten am 24. Juni 1989 und bekamen zwei Kinder: Jessica und Michael. Yorkin führte bei Arthur 2 – On the Rocks und erneut im Film Eine herzliche Affäre  aus dem Jahr 1990. 2005 beschlossen Sikes und Yorkin, die Blade Runner-Reihe als Produktionspartner wiederzubeleben. 2010 schlossen sie sich mit Alcon Entertainment zusammen, um den Film zu produzieren. Im Laufe der Jahre verschlechterte sich Yorkins Gesundheitszustand, bis er am 18. August 2015 verstarb. Cynthia produzierte den Film und ehrte sein Vermächtnis.

## Filmografie (Auswahl)
- 1976: Detektiv Rockford – Anruf genügt (Fernsehserie, 1 Folge)
- 1976: Make-up und Pistolen (Fernsehserie, 2 Folgen)
- 1976: Der Preis der Macht (Miniserie, 4 Folgen)
- 1979–1981: Big Shamus, Little Shamus (Fernsehserie, 9 Folgen)
- 1980: Hart aber herzlich (Fernsehserie, 1 Folge)
- 1981–1982: Falcon Crest (Fernsehserie, 2 Folgen)
- 1981–1982: Flamingo Road (Fernsehserie, 9 Folgen)
- 1982: Ein Colt für alle Fälle (Fernsehserie, 1 Folge)
- 1982–1985: Chefarzt Dr. Westphall (Fernsehserie, 68 Folgen)
- 1983: Frauen waren sein Hobby
- 1985: Magnum (Fernsehserie, 1 Folge)
- 1986: That’s Life! So ist das Leben
- 1986: Verwegene Hunde (Fernsehfilm)
- 1988: Arthur 2 – On the Rocks
- 1988: L.A. Law – Staranwälte, Tricks, Prozesse (Fernsehserie, 3 Folgen)
- 1990: Eine herzliche Affäre
- 1996: Vergewaltigt...! – Die Angst des Opfers (Fernsehfilm)
- 1998: Possums
- 1999–2002: Arli$$ (Fernsehserie, 2 Folgen)
- 2000–2001: JAG – Im Auftrag der Ehre (Fernsehserie, 8 Folgen)
- 2005: Going Shopping
- 2008: Schatten der Leidenschaft (Fernsehserie, 4 Folgen)
- 2016: Aquarius (Fernsehserie, 4 Folgen)